# Поговорим, брат…
«Поговорим, брат…» — советский двухсерийный приключенческий фильм, снятый Юрием Чулюкиным на киностудии «Беларусьфильм» (при участии «Мосфильма») в 1978 году. Премьера фильма состоялась 26 июля 1979 года.

## Сюжет
Посвящение во вступительной заставке:

60-летию Ленинского комсомола посвящается
1922 год. Дальний Восток всё ещё занят белогвардейскими войсками и японскими интервентами. Но в крае действуют красные партизанские отряды. В это время Красная армия готовит решительное наступление, чтобы очистить дальневосточный край от белых и японцев.
Для координации наступательных действий партизанских отрядов и советских войск в один из таких отрядов из Владивостока прибывает член подпольного обкома партии большевиков Пётр Кокорин.
Однако планы и передвижения партизанского отряда быстро становятся известны командованию белых. Становится ясно, что в отряде действует белогвардейский разведчик. Начинается работа по поиску и разоблачению вражеского шпиона.

## В главных ролях
- Юрий Григорьев — Митька Кокорин
- Александр Голобородько — Пётр Кокорин
- Афанасий Кочетков — Антон Туманов
- Ирина Малышева — Вера
- Людмила Смирнова — Настя
- Николай Мерзликин — Фёдор
- Алексей Ванин — Сердюк
- Виктор Ильичёв — Жмаков
- Владимир Уан-Зо-Ли — Пак

## В ролях
- Александр Пороховщиков — Новиков, белогвардейский полковник
- Альберт Печников — Назаров
- Евгений Райков — Райко
- Г. Егоров — Куницын
- Валерий Захарьев — Лавруша
- Борис Гитин — Соболь
- Стефания Станюта — Дарья, мать Насти
- Инна Степанова — Павлик
- Борис Владомирский — дед Герасим

## Съёмочная группа
- авторы сценария: Георгий Кушниренко, Юрий Чулюкин, Альберт Иванов
- постановка Юрия Чулюкина
- операторы-постановщики: Валентин Макаров, Владимир Захарчук
- художник-постановщик — Вячеслав Кубарев
- музыка, текст песен и исполнение Александра Градского
- режиссёр-монтажёр — Татьяна Лихачёва

## Награды
1979 — На XII Всесоюзном кинофестивале в Ашхабаде фильм получил Специальный приз за разработку приключенческого жанра.
На том же ВКФ режиссёр Юрий Чулюкин был награждён премией Ленинского комсомола «за художественные фильмы о молодёжи и на героико-патриотическую тему».
- Эпизод перехода партизанского отряда через горный хребет снимался в Крыму, на скале Ай-Никола, у посёлка Ореанда[4].